# بيسي كوبر
بيسي كوبر ( 26 أغسطس 1896-4 ديسمبر 2012) هي معمرة أمريكية، وكانت أكبر شخص معمر في العالم من 21 يونيو 2011 حتى وفاتها في عام 2012.

## حياة التعليمية والمهنية
وُلدت كوبر باسم بيسي بيري ني براون في مقاطعة سوليفان، تينيسي ، في 26 أغسطس 1896، وكانت الثالثة من بين ثمانية أطفال ولدوا لريتشارد براون (1861-1932) وأنجيلين بيري (1866-1927). عندما كانت طفلة، كانت متفوقة في المدرسة وكانت قارئة نهمة.  تخرجت من مدرسة شرق تينيسي العادية جامعة تينيسي الحكومية حاليا في عام 1916. كانت مناصرة لحق المرأة في التصويت. عملت في مهنة التدريس، معلمة في تينيسي قبل أن تنتقل إلى جورجيا في عام 1917. قامت بالتدريس في مدينة بتوين، جورجيا ، حتى عام 1929.

## الحياة اللاحقة
تزوجت من لوثر كوبر في عام 1924، وأنجبت منه أربعة أطفال. توفي لوثر في ديسمبر 1963 عن عمر يناهز 68 عامًا. بعد وفاة زوجها، عاشت كوبر بمفردها في المزرعة حتى عام 2001، عندما انتقلت إلى دار رعاية المسنين في سن 105 سنوات. أمضت سنواتها الأخيرة في مونرو، جورجيا. توفيت كوبر بسبب فشل الجهاز التنفسي بعد إصابتها بأنفلونزا المعدة.

## طول العمر
أصبحت كوبر أكبر سكان جورجيا سنًا في 19 يناير 2009، بعد وفاة بياتريس فارف البالغة من العمر 113 عامًا. كان يُعتقد أنها أكبر شخص حي في العالم بعد وفاة يونيس سانبورن في 31 يناير 2011، حتى 18 مايو 2011، عندما تم التحقق من أن البرازيلية ماريا جوميز فالنتيم أكبر سنًا. في 21 يونيو 2011، توفيت ماريا جوميز فالنتيم، وأصبحت كوبر أكبر شخص على قيد الحياة في العالم. يقال أن كوبر أرجعت طول عمرها إلى "الاهتمام بأمورها الخاصة" وتجنب الوجبات السريعة.
في عيد ميلادها الـ 116 في أغسطس 2012، كان لديها أربعة أبناء، و11 حفيدًا، و 13 من أبناء الأحفاد، وحفيدان من أبناء الأحفاد. في يوليو 2012، تم تقديم اقتراح لتسمية جسر في جورجيا على شرفها وتم تسمية الجسر في بين، جورجيا، بجسر بيسي براون كوبر في 24 أغسطس 2012.
في أكتوبر 2013، أسس بول كوبر، حفيد كوبر، مؤسسة بيسي براون كوبر، وهي منظمة غير ربحية مكرسة لتوفير الدعم المالي والقانوني والطبي والعلاقات العامة للمعمرين في جميع أنحاء العالم.